# Pino Buricchi
Giuseppe „Pino“ Buricchi, Pseudonym Albert Barney (geb. vor 1974) ist ein italienischer Filmproduzent und -regisseur.

## Leben
Buricchi produzierte 1974 erstmals einen Spielfilm, Aldo Lados L'ultimo treno della notte und ließ in den zwei Jahrzehnten danach etliche Publikumserfolge folgen. Bei diesen Filmen behielt er  sich das Recht des letzten Schnittes vor. 1991 stellte er unter dem Pseudonym Albert Barney den Kompilationsfilm Rose rosse per un squillo zusammen; im Folgejahr drehte er erstmals neues Material als Regisseur und 1993 und 1995 zwei weitere Filme.

## Filmografie (Auswahl)

### Regisseur
- 1991: Rose rosse per un squillo (Kompilationsfilm)
- 1992: Sapore di sesso
- 1993: Fiamme su Sarajevo
- 1995: Rivelazioni scandalosi

### Produzent
- 1976: Action Winners (L'ultima volta)
- 1982: Gunan – König der Barbaren (Gunan il guerriero)
- 1983: Das Schwert des Barbaren (Sangraal, la spada di fuoco)
- 1983: The Throne of Fire (Il trono di fuoco)
- 1988: The Red Monks (I frati rossi) (& Drehbuch)